# 里恰
里恰（義大利語：Riccia），是意大利坎波巴索省的一个市镇。总面积69平方公里，人口5523人，人口密度80.0人/平方公里（2009年）。ISTAT代码为070057。